# كيلي ماكجليس
كيلي ماكجليس (بالإنجليزية: Kelly McGillis)‏ هي ممثلة أمريكية، ولدت في 9 يوليو 1957 بشاطئ نيوبورت في الولايات المتحدة.

## أعمال

### أفلام
- (1985) الشاهد[5]
- (1986) توب غان[6][7]
- (1988) المتهم

### مسلسلات
- بظ يطير وقيادة الكوكب

## وصلات خارجية
- كيلي ماكجليس على موقع IMDb (الإنجليزية)
- كيلي ماكجليس على موقع ميتاكريتيك (الإنجليزية)
- كيلي ماكجليس على موقع روتن توميتوز (الإنجليزية)
- كيلي ماكجليس على موقع ألو سيني (الفرنسية)
- كيلي ماكجليس على موقع ميوزك برينز (الإنجليزية)
- كيلي ماكجليس على موقع تيرنر كلاسيك موفيز (الإنجليزية)
- كيلي ماكجليس على موقع أول موفي (الإنجليزية)
- كيلي ماكجليس على موقع قاعدة بيانات برودواي على الإنترنت (الإنجليزية)
- كيلي ماكجليس على موقع قاعدة بيانات الأفلام السويدية (السويدية)
- كيلي ماكجليس على موقع إن إن دي بي (الإنجليزية)